# Lissonota humerella
Lissonota humerella là một loài tò vò trong họ Ichneumonidae.